# اپینه-سور-سن
شهر اپینه-سور-سن (به فرانسوی: Épinay-sur-Seine) در شهرستان سن-سن-دنی در ناحیه ایل-دو-فرانس با جمعیت ۵۱٬۵۹۸ نفر در کشور فرانسه واقع شده‌است